# Кубійович Володимир Михайлович
Володи́мир Миха́йлович Кубійо́вич (23 вересня 1900, Новий Санч, Королівство Галичини та Володимирії, Австро-Угорщина (нині Польща) — 2 листопада 1985, Париж, Франція) — український географ, енциклопедист, видавець, громадсько-політичний діяч. Очільник Українського центрального комітету (УЦК), з метою відстоювання інтересів українців співпрацював з нацистською Німеччиною. Організатор видання та головний редактор Енциклопедії українознавства та фундаментальної праці «Ґеоґрафія українських і сумежних земель».

## Життєпис

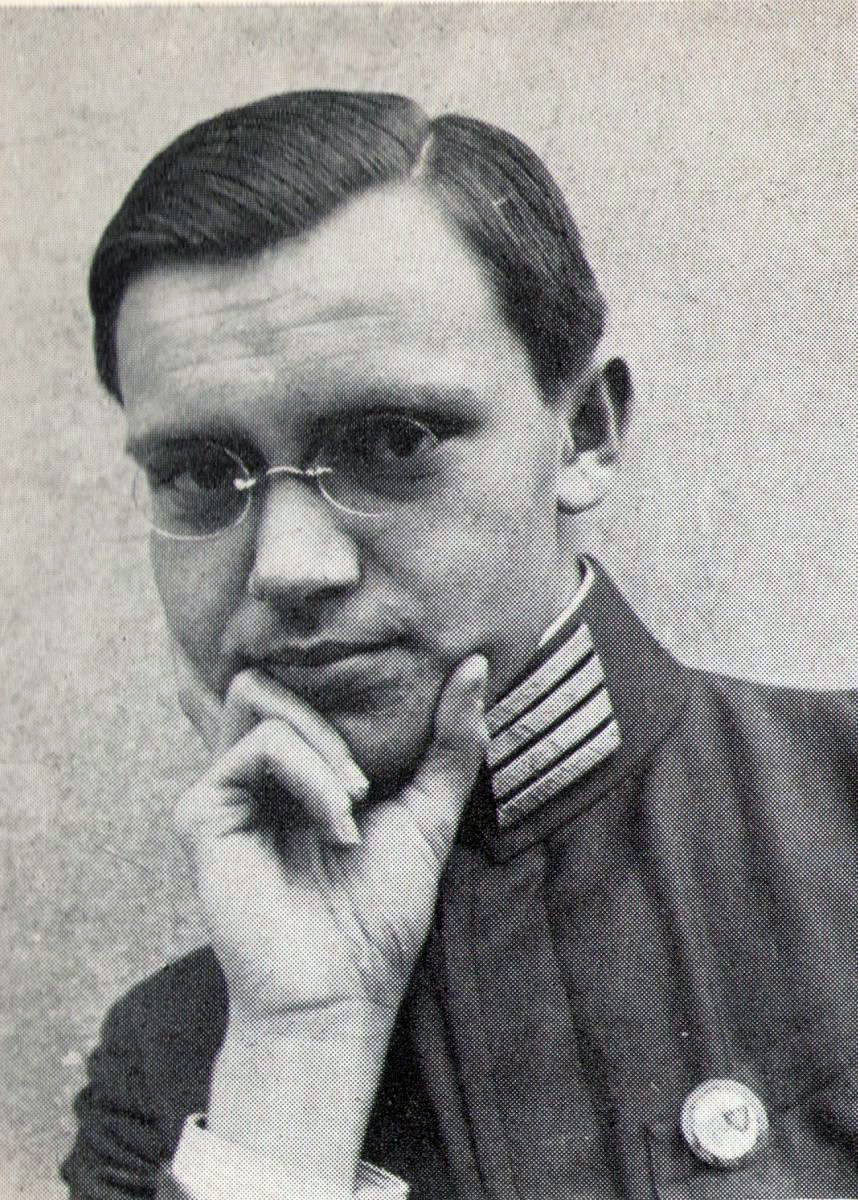
Під час навчання у гімназії

Народився 23 вересня 1900 у Новому Сончі на Західній Лемківщині в українсько-польській родині. Був охрещений у греко-католицькій церкві лемківського села Матієва. Батько — українець, греко-католик, походив з села Корнів (Городенківщина, Покуття), працював дрібним податковим урядником. Був середнього зросту, міцної статури. Від батька Володимир успадкував працьовитість та педантичність. Роль батька була визначальною у формуванні Володимира Кубійовича як українця та греко-католика. Мати — Марія з Добровольских, полька, донька власника ковбасної крамнички та малої їдальні в рідному місті. Рід Добровольских — євреї-вихрести. У сім'ї розмовляли польською мовою.
У 1906—1910 роках навчався в народній школі Нового Санча. У 1910—1918 роках навчався у Першій новосанчівській гімназії (типова класична). 1918 року розпочав навчання в Ягеллонському університеті в Кракові, але воно було перерване війною в Галичині.
У 1918–1919 рр. — артилерист в Українській Галицькій армії. Після відступу УГА за Збруч у середині 1919 року залишився в Галичині, а відтак повернувся до Кракова, де продовжив навчання в 1919–1923 рр.
У 1928–1939 рр. — доцент Краківського (Яґеллонського) університету. Займався вивченням українських етнічних земель у складі Польщі, Чехо-Словаччини та Румунії. 27-28 вересня 1929 року у Львові відбувся перший Український з'їзд учителів географії, дійсним головою Президії було обрано доктора В. Кубійовича.

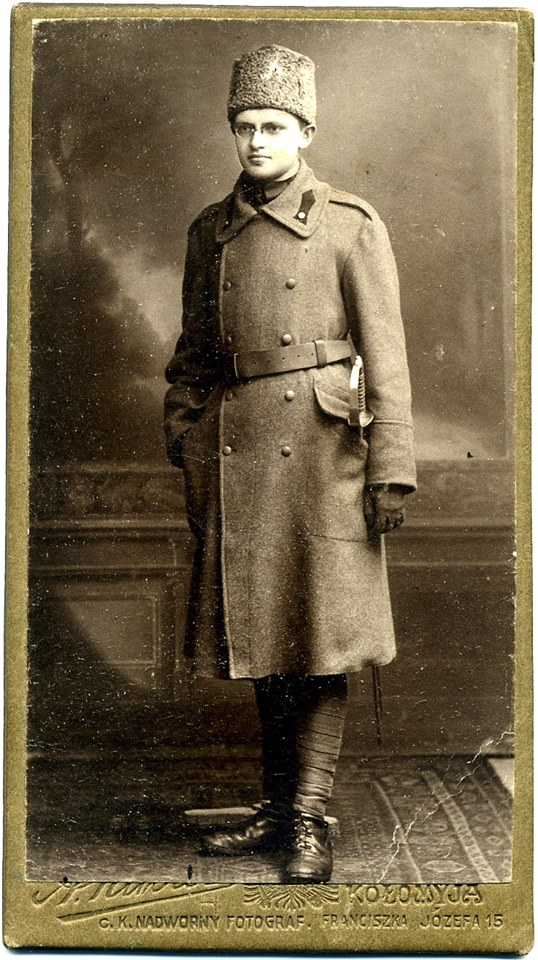
В однострої вояка Української Галицької Армії. 1918 рік

З 1931 року — дійсний член Наукового Товариства ім. Шевченка, голова його географічної секції. Як видатний географ брав участь у міжнародних наукових конгресах у Празі (1932), Варшаві (1934) і Болгарії (1936), де виступав з доповідями. У своїх дослідженнях польсько-українських окраїн Кубійович послідовно обстоював українські геополітичні інтереси і провадив наукову дискусію з польськими вченими, яких звинувачував в умисному підробленні статистичних даних в дослідженнях, за що в 1939 році був позбавлений кафедри в Ягеллонському університеті.
У 1939–1940 рр. — професор Українського вільного університету (УВУ) у Празі.

### УЦК
Як активний учасник українського національно-визвольного руху і щирий український патріот, професор В. Кубійович у середині квітня 1940 року очолив Український центральний комітет (УЦК) у Кракові (був його головою до 1944 р.), який координував діяльність українських громадсько-культурних організацій у Генеральній губернії (Краків був її адміністраційним центром) і допомагав українським втікачам від більшовиків. Праця в УЦК в тих обставинах була важким тягарем, коли доводилося лавіювати між домаганнями німецької адміністрації та українських політичних груп. 1941 року сприяв організації футбольних змагань у Галичині («Чаша УЦК», або кубок Кубійовича).[джерело?]
УЦК, очолюваний ним, зробив дуже багато для піднесення української культури і авторитету українців. Зокрема, було добре скоординовано культурницьку і організаційну діяльність на найзахідніших українських землях (так зване Закерзоння), що були перед війною головним об'єктом посиленої полонізації. Засновано українське видавництво у Кракові. У Холмі повернуто православним (УАПЦ) Собор Різдва Пресвятої Богородиці.[джерело?]
Після приєднання Галичини до Генеральної губернії в 1941 році поле діяльності УЦК значно розширилося. Зорганізовано Допомогові Комітети на місцях. За умов фактичної заборони на діяльність політичних партій УЦК став головним репрезентантом українців перед німецькою владою.[джерело?]

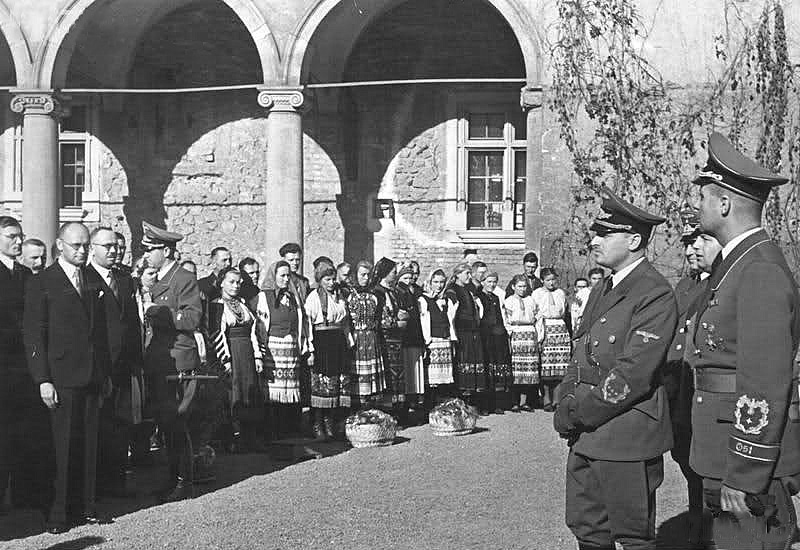
Українська делегація з Володимиром Кубійовичем відвідує генерал-губернатора Генеральної губернії Ганса Франка, 24 жовтня 1943 року

У квітні 1943 року як голова УЦК став одним з організаторів Військової Управи (ВУ) і зі свого боку докладав багато зусиль для формування частин дивізії військ СС «Галичина». Зокрема, разом із членами ВУ йому вдалось домогтися дозволу німецьких чинників на набір до української дивізії не тільки в Дистрикті Галичина, але й по всій Генеральній губернії. Зокрема, казав таке:[джерело?]
«Ми є за творенням Дивізії, бо цього вимагає український інтерес. Наші користі такі:
1. Ми включені в боротьбу з більшовизмом не як безіменні;
2. Ми входимо на політичну арену, хоча і в скромній формі, а навіть на європейську, на світову
3. Ми рятуємо себе фізично, ми творимо зав'язок армії;
4. Це може бути точка виходу для дальших планів;
5. Лише в цей спосіб можемо творити під проводом українських старшин військову школу для української молоді.

Ця школа дасть здисциплінованість, послух, одвертість, чесність, прямолінійність, почуття відповідальности і інші вояцькі чесноти. Наша боротьба з Москвою набере офіційних форм».
1944 року НКВС планував вбити Кубійовича, для чого заслав диверсійну групу у Краків. Але Кубійович уник пастки, переховуючись по селах, а потім переїхав до Німеччини.

### Еміграція
У 1944 р. емігрував до Парижа.
Після розгорання польсько-української підпільної війни виступив із закликом припинити збройне протистояння. Його стараннями уникнули ґестапівських арештів чимало українських політичних і громадських діячів, було врятовано від концтабору багато євреїв (разом — кілька сотень осіб).[джерело?]

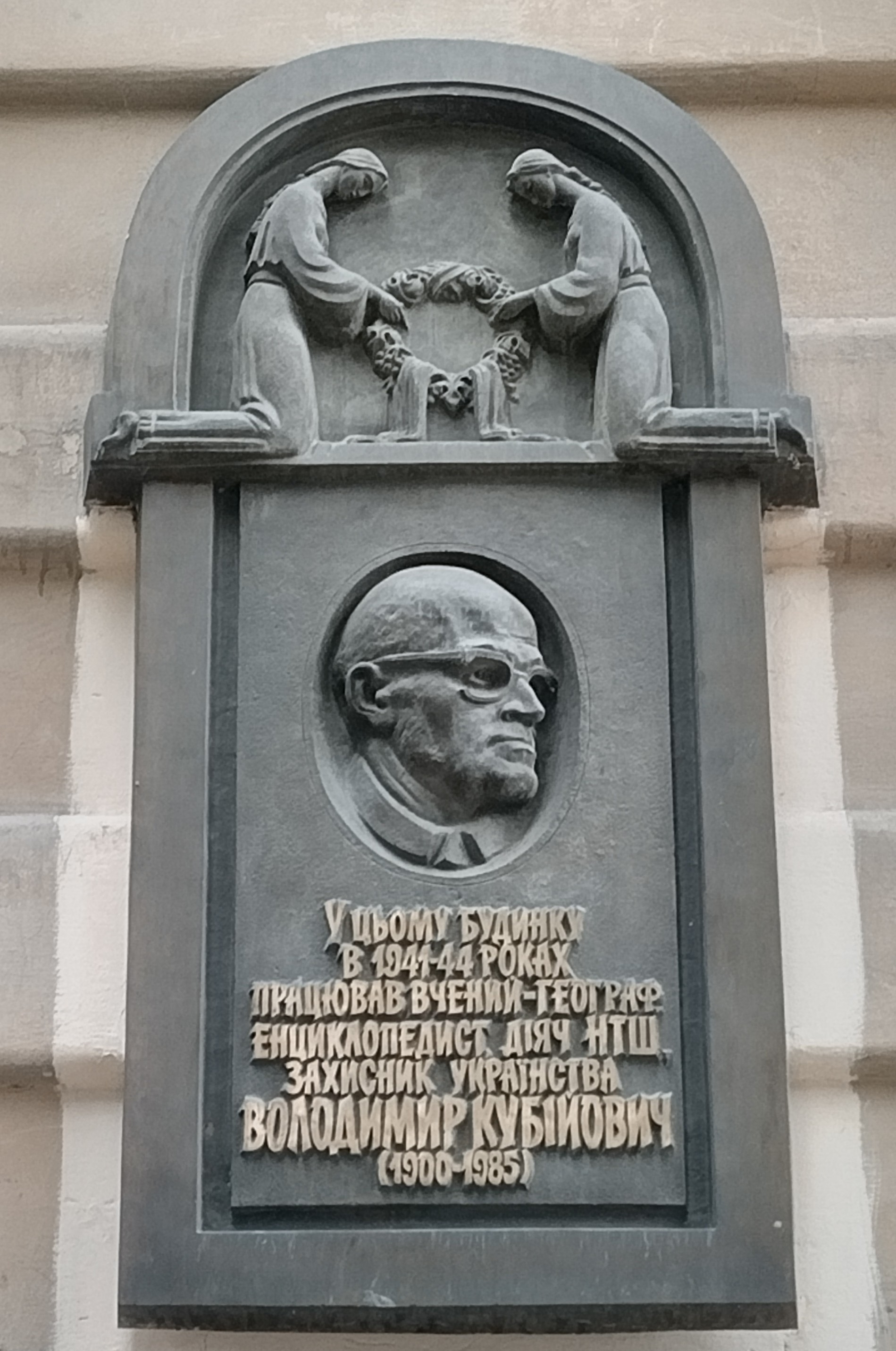
Меморіальна таблиця на вул. Листопадового чину, 10 у Львові

У 1945 році на пропозицію генерала Павла Шандрука став його заступником у формованому тоді Українському Національному Комітеті (УНК). У розмові з Шандруком він висловився так: «Будучи ініціатором формування Дивізії „Галичина“, я дуже турбуюся її долею, і коли б УНК мав би їй допомогти, то його треба створити хоча б тільки для того.» За згодою обох фракцій ОУН Володимир Кубійович став представником Західної України в УНК.
Після Другої світової війни жив в еміграції в Німеччині і Франції, займаючись переважно науковою діяльністю. У 1947—1951 рр. — генеральний секретар НТШ, з 1952 — голова НТШ в Європі. Автор понад 80 наукових праць із географії України: «Територія і людність українських земель» (1935), «Атляс України й сумежних країв» (1937), «Географія українських і сумежних земель» (1938, 1943), «Українські етнічні групи Галичини» (1953) та ін.
Головний редактор «Енциклопедії українознавства» (Париж — Нью-Йорк, 1955—1984) та «Encyclopedia of Ukraine» (Торонто, Баффало, Лондон, 1984—1985), Ukraine. A Concise Encyclopaedia (Торонто). Сам Кубійович виокремлював такі завдання для ЕУ, як стати джерелом знань про Україну й український народ для чужинців та містити правдиву інформацію про минуле й сучасне України. Він вважав «Енциклопедію українознавства» важливим довідником українознавства для кількох мільйонів українців й осіб українського походження, які жили в діяспорі за межами СРСР.
Редактор українського видання праці Вольфа-Дітріха Гайке з історії Дивізії «Галичина», автор статей у «Вістях» Братства колишніх Вояків Дивізії, зокрема статті «Початки Української Дивізії „Галичина“». Також написав спогади «Мені 70» і «Українці в Генеральній Губернії 1939-41» (1975).
Помер 2 листопада 1985 року в Сарселі (Франція), на 86-му році життя.

## Сім'я
Був одружений двічі.
Перша дружина — полька Целіна з Кракова (одр. 1929), у першому народилося 2 доньки — Ірина і Слава, з якими батько розмовляв українською. Шлюб розпався під час війни, частково через суперечності з-за польсько-українського питання, дружина змінила прізвище та залишилася з дітьми у Кракові. Вже у дорослому віці доньки їздили до батька у Францію.
Після війни його подругою стала Дарія Сіяк. Колишня дружина не давала розлучення, але після її смерті у 1950-ті роки вдалося укласти новий шлюб.

## Пам'ять
Вулиця Володимира Кубійовича у містах Львів, Коломия та Івано-Франківськ.
У місті Запоріжжя вулицю Нестерова перейменували на вулицю Володимира Кубійовича.

## Наукові праці

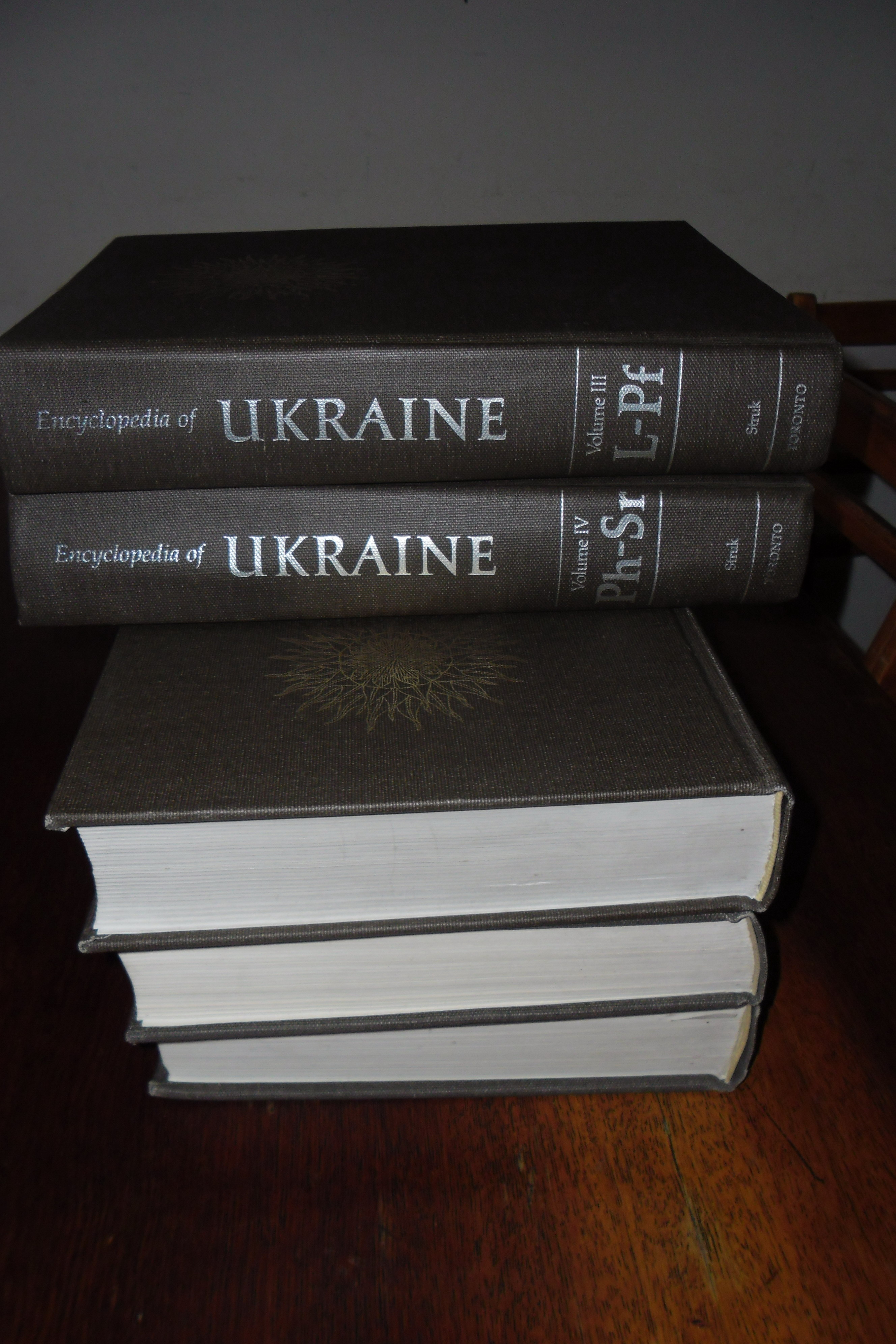
«Encyclopedia of Ukraine»

- Życie pasterskie w Beskidach Wschodnih. — 1926
- Розміщення культур у Північних Карпатах. — 1930.
- Kubijowicz W. Rozmieszczenie Ukraińców w Azji // Biuletyn Polsko-Ukraiński. — Cz. 21—23. — W. 1934.
- Pǎstoritul in Maramureş. — 1935.
- Пастушство Буковини. — 1935.
- Територія і людність українських земель : монографія. — 1935.
- Pastýřský život v Podkarpatské Rusi. — I—II — 1935 — 37.
- Розміщення населення в бойківських Карпатах. — 1938.
- Лемківщина, Надсяння, Холмщина і Підляшшя. Географічний нарис.
- Ґеоґрафія українських і сумежних земель. — 1938, 1943.
- Українці в Генеральній Губернії. 1939—1941 : монографія. — Чикаго : Вид. Миколи Денисюка, 1975. — 664 с.
- Етнічні групи південно-західної України : монографія / автор передмови німецький українознавець Георг Штадтмюллер. — 1983.
- Кубійович В. Атляс України й сумежних країв [Архівовано 26 грудня 2014 у Wayback Machine.].
- Кубійович В. Етнографічна карта України [Архівовано 2 лютого 2014 у Wayback Machine.].
- Кубійович В. Етнографічна карта південнозахідньої України (Галичини) [Архівовано 5 жовтня 2013 у Wayback Machine.].